# Microdesmis camerunensis
Microdesmis camerunensis är en tvåhjärtbladig växtart som beskrevs av J.Leonard. Microdesmis camerunensis ingår i släktet Microdesmis och familjen Pandaceae. Inga underarter finns listade i Catalogue of Life.